# 沙丘：覺醒
《沙丘：覺醒》是一款開放世界動作生存MMO電子遊戲，受法蘭克·赫伯特的小說系列《沙丘》和丹尼斯·维勒弗的電影啟發，玩家可以自由探索沙丘星球厄拉基斯，身著蒸餾服採收香料進而控制厄拉基斯。由挪威電子遊戲開發商Funcom負責開發及發行，並與製作2021年電影的製片公司传奇影业合作。遊戲首次在2022年8月23日Gamescom 2022 Opening Night Live公開亮相，並釋出首支預告。該遊戲於2025年6月10日在Windows上釋出。PS5与Xbox Series X/S版的發售日還尚未確定。